# Checa (Azuay)
Checa ist ein Vorort der Provinzhauptstadt Cuenca sowie eine Parroquia rural („ländliches Kirchspiel“) im Kanton Cuenca der ecuadorianischen Provinz Azuay. Die Parroquia besitzt eine Fläche von 62,81 km². Die Einwohnerzahl betrug im Jahr 2010 2741.

## Lage
Die Parroquia Checa liegt am Nordrand einer Beckenlandschaft in den Anden im Norden des Ballungsraumes von Cuenca. Der nach Süden fließende Río Machángara, linker Quellfluss des Río Cuenca, bildet abschnittsweise die nordöstliche und später die südwestliche Verwaltungsgrenze. Im Nordwesten und im Norden reicht das Verwaltungsgebiet bis zu den Talsperren Chanlud und El Labrado. Das 2700 m hoch gelegene Verwaltungszentrum Checa befindet sich 10 km nördlich vom Stadtzentrum von Cuenca.
Die Parroquia Checa grenzt im Nordwesten, im Norden und im Nordosten an die Provinz Cañar mit den Parroquias Nazón (Kanton Biblián) und Déleg (Kanton Déleg), im Osten an die Parroquia Octavio Cordero Palacios, im Südosten an die Parroquia Sidcay sowie im Südwesten und im Westen an die Parroquia Chiquintad.